# 의비 노씨
의비 노씨(毅妃 盧氏, 생몰년 미상)는 고려의 제32대 왕 우왕의 제3비이다.

## 생애

### 가계
고려 말 우왕의 총애를 받은 구비삼옹주 중 한명이다. 본관은 장연이다. 생년은 확실하지 않고, 생일은 음력 10월 15일이다. 우왕의 제1비 근비 이씨의 궁인 출신으로, 원래 이름은 석비(釋婢)였다. 아버지는 서운부정으로 있던 노영수로, 위원현 사람이다. 노영수는 원래 장녕공주의 잉신 이었다.

### 왕비 시절
1382년(우왕 8년) 음력 2월 석비는 우왕의 총애를 받게 되어 왕비로 책봉되고 그 호를 의비(毅妃)라고 하였다. 이때 그녀의 아버지 노영수는 대호군에 제수되고, 의비의 어머니는 복안택주의 호를 받았다. 우왕은 의비를 위해 의순고(義順庫)를 의비의 개인 창고로 만들어주고, 의비를 위해 부를 설치하여 그 이름을 덕창부(德昌府)라고 하였으며,  노영수는 밀직사로 삼았다. - 우왕 8년 3월 - 의비를 위해 덕창부를 설치하다
한때 의비는 우왕의 총애를 독차지하면서 의복 등이 매우 화려하였고, 그 사치의 정도는 원래 자신이 모시던 근비보다도 더 심했다고 한다. 또 아버지 노영수가 대호군에 이어 밀직사에 제수되면서 기세도 매우 등등하였다고 기록되어 있다. 노영수는 이후 위성부원군에 봉작되었다가 1385년(우왕 11년) 음력 12월에 죽었다.
1387년(우왕 13년) 음력 8월에는 오빠 노구산이 좌부대언이 되었다. 당시 노구산과 함께 관직에 제수된 인물들은 반익순, 정비의 아버지 신아, 숙비의 아버지 최천검 등이었는데, 이들은 모두 우왕에게 여자를 바쳐서 총애를 받아 관직에 제수된 것이었다. 한편 이 때 노구산의 나이가 20세가 안 되었다고 기록된 것으로 보아, 왕비 시절의 의비는 10대에 불과했을 것으로 보인다.

### 우왕 폐위 후
1388년(우왕 14년) 음력 6월 우왕이 폐위되면서, 창왕의 모후인 근비를 제외한 나머지 우왕의 후비들은 모두 사가로 쫓겨났다. 사가로 쫓겨난 이후의 의비의 자세한 생애나 몰년, 능지에 대해서는 기록이 남아있지 않다. 우왕과의 사이에서 자녀는 없었다.
한편 우왕은 신돈의 자식으로 취급되어 《고려사》의 〈세가〉에 오르지 못하고 〈열전〉반역 편에 수록되었고, 우왕의 왕비들 역시 《고려사》〈열전〉에 아예 수록되지 않았다.

### 기타
우왕은 의비의 궁인으로 있던 용덕(龍德)이라는 여자를 총애하게 되는데, 용덕은 훗날 우왕의 제4비로 책봉된 숙비 최씨이다.
한편 의비의 조카이자 오빠 노구산의 딸은 1411년(태종 11년) 음력 10월 27일 조선 태종의 후궁에 책봉된 소빈 노씨이다.

## 가족 관계
- 아버지 : 노영수(盧英壽, ?~1385)
- 어머니 : 복안택주(福安宅主, 1343 ~ ? )
  - 남편 : 제32대 우왕(禑王, 1365~1389, 재위 : 1374~1388)
  - 오빠 : 노구산(盧龜山, ?~1419)
    - 조카 : 소빈 노씨 (昭嬪 盧氏, ? ~ 1479) - 조선 태종의 후궁